# Cyphanthera microphylla
Cyphanthera microphylla ist eine Pflanzenart aus der Gattung Cyphanthera in der Familie der Nachtschattengewächse (Solanaceae). 

## Beschreibung
Cyphanthera microphylla ist ein rund wachsender Zwergstrauch mit einer Wuchshöhe von bis zu 40 cm. Die Zweige sind spärlich behaart, die Behaarung besteht vor allem aus einfachen, drüsigen und nichtdrüsigen, klebrigen Trichomen, die abfallend sind. Die Laubblätter sind breit eiförmig bis schmal eiförmig, elliptisch oder langgestreckt. Sie sind aufsitzend, 1 bis 2 mm lang und 0,6 bis 1 mm breit, spärlich behaart und klebrig. Blätter an jungen Pflanzen sind größer, dick und ledrig.
Die Blüten stehen einzeln oder in zymenförmigen Gruppen aus bis zu sechs Blüten. Die Blütenstiele sind 3 bis 10 mm lang. Der Kelch ist 2 bis 3 mm lang und behaart. Die Krone ist 7 bis 11 mm lang und unbehaart oder auf der Außenseite spärlich behaart. Sie ist weiß gefärbt, in den fast geöffneten Knospen gelblich und mit purpurnen Streifen versehen. Die Kronlappen sind eiförmig bis breit eiförmig und 2,5 bis 6 mm lang. Die Staubblätter sind 2 bis 4 mm lang.
Die Frucht ist eine eiförmige bis nahezu kugelförmige Kapsel, die etwa 3,5 mm lang wird. Die Samen sind 1,5 bis 2,7 mm lang.

## Verbreitung und Standorte
Die Art ist ein mäßig verbreiterter Endemit aus den trockeneren Teilen des Südwesten Western Australias. Die Standorte haben einen sandigen Boden und liegen im Mallee oder im Buschland, oftmals in gestörten Habitaten. Vor allem nach Feuern treten sie häufig auf.

## Nachweise
- R. W. Purdie, D. E. Symon, L. Haegi: Cyphanthera microphylla. In: Solanaceae, Flora of Australia, Band 29, Australian Government Publishing Service, Canberra 1982. S. 25. ISBN 0-642-07015-6.